# إندي كار كلاسيكي 2019
إندي كار كلاسيكي 2019 هو سباق فورمولا 1 أقيم بتاريخ 24 مارس 2019 في حلبة الأمريكتين. حلّ كولتون هيرتا أولا بينما جاء جوزيف نيوقاردن في المركز الثاني وحصل على المركز الثالث ريان هنتر-راي.